# Área marina de La Isleta
Área marina de La Isleta este o arie protejată (arie specială de conservare — SAC, sit de importanță comunitară — SCI) din Spania întinsă pe o suprafață de 8.562,09 ha, integral marine.

## Localizare
Centrul sitului Área marina de La Isleta este situat la coordonatele 28°11′00″N 15°22′53″W / 28.1833°N 15.3814°V.

## Înființare
Situl Área marina de La Isleta a fost declarat sit de importanță comunitară în octombrie 1999 pentru a proteja 3 specii de animale. Situl a fost protejat și ca arie specială de conservare în septembrie 2011.

## Biodiversitate
Situată în ecoregiunile  și marină macaroneziană, aria protejată conține 3 habitate naturale: Recifuri, Bancuri de nisip acoperite în permanență slab de apă marină, Peșteri marine scufundate complet sau parțial.
La baza desemnării sitului se află mai multe specii protejate:
- mamifere (1): delfin mare (Tursiops truncatus)
- reptile (2): Caretta caretta, Chelonia mydas

Pe lângă speciile protejate, pe teritoriul sitului au mai fost identificate 1 specie de plante, 5 specii de mamifere, 8 specii de nevertebrate, 3 specii de pești.